# West Winfield
West Winfield é uma aldeia na vila de Winfield localizada no estado americano de Nova Iorque, no condado de Herkimer. Situa-se a sul de Utica.

## Geografia
De acordo com o United States Census Bureau, a aldeia tem uma área de 2,4 km², onde todos os 2,4 km² estão cobertos por terra.

## Demografia
Segundo o censo nacional de 2010, a sua população é de 826 habitantes e sua densidade populacional é de 350 hab/km².

## Marco histórico
West Winfield possui apenas uma entrada no Registro Nacional de Lugares Históricos, a Bonfoy–Barstow House, designada em 24 de agosto de 2011.